# Brea Bennett
Brea Bennett (Mesa, Arizona; 7 de febrero de 1987) es una actriz pornográfica estadounidense.

## Biografía
Desde muy temprana edad quería ser una estrella y dedicarse a la música. En la escuela participaba y competía en todos los concursos de música posibles hasta que recibió el premio a la mejor cantante. Grabó un disco y actuaba interpretando su música casi todas las noches en cafeterías locales.
Poco tiempo después decidió que además de continuar con su carrera de cantante, quería ser actriz porno. Se introdujo en la industria porno pero inicialmente trabajaba solamente en escenas lésbicas, lo que no le proporcionó mucha fama dentro de la industria.
Pocos meses después, a finales de 2005, Brea fue seleccionada para concursar en el programa de la actriz porno, Jenna Jameson en Playboy TV Jenna's American Sex Star (en el que varias actrices compiten por convertirse en la siguiente estrella exclusiva de ClubJenna) y durante el concurso, Jenna la proclamó su favorita entre todas las concursantes. Finalmente salió como ganadora del concurso, convirtiéndose así en la siguiente actriz porno en unirse al imperio de ClubJenna y en la única de sus estrellas de aspecto adolescente en aquel entonces.
Su contrato con ClubJenna le catapultó hasta la fama y le abrió innumerables puertas. Brea comenzó a rodar escenas de un estilo muy diferente al de su trabajo inicial y comenzó a trabajar con actores porno, rodando así también escenas heterosexuales.
En octubre de 2006 salió a la venta su primera película de ClubJenna y su primera película heterosexual, titulada Crowning Glory.
En la fiesta del octagésimo cumpleaños de Hugh Hefner (dueño de Playboy) en 2006, Brea fue una de las Painted Girls (chicas vestidas con pintura corporal) en la Mansión Playboy.
En agosto de 2007 su contrato con ClubJenna finalizó y no fue renovado. En la actualidad Brea Bennett sigue trabajando en la industria porno, pero ya no trabaja para ClubJenna.